# Blaberidae
Famille
Les blabéridés ou Blaberidae forment la deuxième plus grande famille de blattes dont certaines sont les plus grandes, voire géantes, du monde des blattes.

## Systématique
La famille des Blaberidae a été décrite par l’entomologiste suisse Carl Brunner von Wattenwyl en 1865.

### Taxinomie

#### Liste des sous-familles
- Anaplectinae Walker, 1868
- Blattellinae Karny, 1908
- Ectobiinae Stephens, 1835
- Nyctiborinae Brunner von Wattenwyl, 1893
- Pseudophyllodromiinae Hebard, 1929

#### Quelques espèces
- Archimandrita tessellata
- Blaberus atropos
- Blaberus colosseus
- Blaberus craniifer
- Blaberus discoidalis
- Blaberus fusca
- Blaberus giganteus
- Elliptorhina chopardi
- Geoscapheus dilatatus
- Gromphadorhina grandidieri
- Gromphadorhina laevigata
- Gromphadorhina oblongonota
- Gromphadorhina portentosa
- Laxta granicollis
- Macropanesthia rhinoceros
- Panchlora nivea
- Panesthia australis
- Pycnoscelus surinamensis
- Rhyparobia maderae
- Schultesia guianensis
- Schultesia lampyridiformis
- Schultesia nitor

#### Sous-familles et genres
| - Sous-famille Blaberinae - Achroblatta - Anchoblatta - Antioquita - Archimandrita - Aspiduchus - Cacoblatta - Capucinella - Cariacasia - Bionoblatta - Blaberus - Blaptica - Brachycola - Byrsotria - Eublaberus - Glomerexis - Glyptopeltis - Gromphadorhina - Hemiblabera - Hiereoblatta - Hormetica - Hyporhicnoda - Kemneria - Mesoblaberus - Minablatta - Mioblatta - Monachoda - Monastria - Neorhicnoda - Oxycercus - Paradicta - Parahormetica - Petasodes - Phoetalia - Pseudogyna - Sibylloblatta - Styphon - Sous-famille Diplopterinae - Calolampra - Diploptera | - Sous-famille Epilamprinae - Acroporoblatta - Anisolampra - Aptera (genus) - Apsidopis - Ataxigamia - Audreia - Blepharodera - Calolamprodes - Colapteroblatta - Compsolampra - Cyrtonotula - Derocardia - Dryadoblatta - Elfridaia - Epilampra - Galiblatta - Haanina - Homalopteryx - Litopeltis - Miroblatta - Molytria - Morphna - Nauclidas - Notolampra - Opisthoplatia - Phlebonotus - Phoraspis - Pinaconota - Placoblatta - Poroblatta - Pseudophoraspis - Pseudoplatia - Rhabdoblatta - Rhicnoda - Stictolampra - Stictomorphna - Thorax - Ylangella | - Sous-famille Gyninae - Alloblatta - Evea - Gyna - Paraprincisaria - Paraplecta - Princisaria - Pseudocalolampra - Progonogamia - Thliptoblatta - Sous-famille Panchlorinae - Ancaudellia - Caeparia - Dicellonotus - Dolichosphaeria - Hemipanesthia - Heteroblatta - Geoscapheus - Macropanesthia - Microdina - Miopanesthia - Mylacrina - Neogeoscaphus - Panchlora - Panesthia - Parapanesthia - Phortioecoides - Proscratea - Salganea - Sous-famille Oxyhaloinae - Aeluropoda - Ateloblatta - Coleoblatta - Griffiniella - Gromphadorhina - Heminauphoeta - Henschoutedenia - Jagrehnia - Leucophaea - Nauphoeta - Oxyhaloa - Pelloblatta - Pronauphoeta - Rhyparobia | - Sous-famille Perisphaeriinae - Bantua - Compsagis - Cyrtotria - Derocalymma - Ellipsica - Elliptoblatta - Gymnonyx - Hostilia - Laxta - Neolaxta - Perisphaeria - Perisphaerus - Pilema (Pronaonota) - Platysilpha - Poeciloblatta - Pronaonota - Pseudoglomeris - Trichoblatta - Zuluia - Sous-famille Pycnoscelinae - Pycnoscelus - Stilpnoblatta - Sous-famille Zetoborinae - Capucina - Lanxoblatta - Parasphaeria - Phortioeca - Schizopilia - Schultesia - Thanatophyllum - Tribonium - Zetobora - Zetoborella - Sous-famille incertaine (voir Note taxonomique) - - Africalolampra - Apotrogia - Diplopoterina - Eustegasta - Gynopeltis - Hedaia - Isoniscus - Phenacisma - Cryptocercus |

## Note taxonomique
Les genres suivants sont dans une sous-famille incertaine, Eustegasta et Isoniscus ont été déplacés dans la sous-famille des Perisphaeriinae. Cryptocercus est quelquefois déplacé dans une sous-famille séparée : Cryptocercinae.